# Hilda Kibet
Hilda Jepchumba Kibet (ur. 17 marca 1981 w prowincji Wielkiego Rowu w Kenii) – kenijska lekkoatletka specjalizująca się w biegach długich. Od października 2007 reprezentuje Holandię.
Piąta zawodniczka mistrzostw świata w biegu na przełaj z 2008. Kilka miesięcy później reprezentowała Holandię na igrzyskach olimpijskich w Pekinie, na których zajęła 15. miejsce w biegu na 10 000 metrów. W tym samym roku zdobyła złoty medal na europejskich mistrzostwach w biegach przełajowych. W 2009 była szósta na przełajowych mistrzostwach świata w Ammanie. 
W 2010 startowała w biegu na 10 000 metrów podczas mistrzostw Europy w Barcelonie. Kibet przybiegła na metę jako czwarta i miała ponad 11 sekund straty do trzeciej Jéssici Augusto. Pod koniec 2012 roku srebrna medalistka z Barcelony, Inga Abitowa, została ukarana dwuletnią dyskwalifikacją, a wszystkie jej rezultaty osiągnięte od października 2009 zostały anulowane. Na skutek odebrania Abitowej medalu, Kibet przesunęła się o jedną pozycję i zyskała brąz.
Liczne sukcesy odnosi także jej siostra – Sylvia Jebiwott Kibet.

## Osiągnięcia
| Rok  | Impreza                                   | Miejsce   | Konkurencja           | Pozycja     | Wynik    |
| ---- | ----------------------------------------- | --------- | --------------------- | ----------- | -------- |
| 2008 | Mistrzostwa świata w biegach przełajowych | Edynburg  | indywidualnie         | 5. miejsce  | 25:35    |
| 2008 | Puchar Europy w biegu na 10 000 metrów    | Stambuł   | bieg na 10 000 metrów | 3. miejsce  | 32:05,49 |
| 2008 | Igrzyska olimpijskie                      | Pekin     | bieg na 10 000 metrów | 15. miejsce | 31:29,69 |
| 2008 | Mistrzostwa Europy w biegach przełajowych | Bruksela  | indywidualnie         | 1. miejsce  | 27:45    |
| 2009 | Mistrzostwa świata w biegach przełajowych | Amman     | indywidualnie         | 6. miejsce  | 26:43    |
| 2010 | Mistrzostwa świata w biegach przełajowych | Bydgoszcz | indywidualnie         | 10. miejsce | 25:17    |
| 2010 | Mistrzostwa Europy                        | Barcelona | bieg na 10 000 metrów | 3. miejsce  | 31:36,90 |
| 2012 | Igrzyska olimpijskie                      | Londyn    | bieg maratoński       | 24. miejsce | 2:28:52  |

## Rekordy życiowe
- Bieg na 10 000 metrów – 30:51,92 (2009)
- Półmaraton – 67:59 (2013)
- Maraton – 2:24:27 (2011)